# Macrosteles variatus
Macrosteles variatus är en insektsart som först beskrevs av Carl Fredrik Fallén 1806.  Macrosteles variatus ingår i släktet Macrosteles, och familjen dvärgstritar. Arten är reproducerande i Sverige.